# Хамниганский язык
Хамнига́нский язык — язык малочисленной этнической группы хамниганов. Один из монгольских языков, распространённый к юго-востоку от Байкала на территории России, Монголии и КНР.

## Генеалогические и социолингвистические сведения
Язык относится к северной подгруппе монгольской языковой семьи.
Хамниганы — носители языка — живут вдоль реки Онон в Кыринском, Акшинском, Карымском, Шилкинском, Ононском районах Забайкальского края и в Агинском, Дульдургинском и Могойтуйском районах Агинского Бурятского округа Забайкальского края, в Хэнтэйском и Восточном аймаках Республики Монголия и в аймаке Хулун-Буйр Автономного р-на Внутренняя Монголия (КНР) (ок. 1500 чел.).
Большинство носителей двуязычны, вторым языком является хамниганский диалект эвенкийского языка, являющегося одним из тунгусо-маньчжурских языков. Однако можно сказать, что скорее монгольский хамниганский язык влияет на хамниганский диалект эвенкийского, нежели наоборот.
Существует гипотеза, согласно которой хамниганы являются потомками тунгусоязычного народа, подвергшимся сильному влиянию монголоязычного населения.
До середины XX века хамниганский язык считался одним из диалектов бурятского в России или монгольского, соответственно, в Монголии. И по сей день официальный статус имеет только на территории КНР, где существуют национальные школы, в которых ведётся преподавание на хамниганском. Находится под угрозой исчезновения на территории России.
Различают два диалекта: ононский, распространённый на территории России и имеющий ряд изоглосс, сближающих его с халха-монгольским, и манчжурский, распространённый в Китае и имеющий ряд изоглосс, сближающих его с бурятским. На территории Монголии представлены говоры обоих диалектов.
Письменность на основе кириллицы (35 букв — из них 33 буквы русского алфавита, а также Ө ө и Ү ү) разработана в 2024 году.

## Грамматика

### Фонология

#### Консонантизм
|               | Губные | Зубные | Постальвеолярные | Палатальные | Велярные |
| Взрывные      | p b    | t d    |                  |             | k g      |
| Фрикативные   |        | s      | š                |             |          |
| Аффрикаты     |        | c ʒ    | č ǯ              |             |          |
| Носовые       | m      | n      |                  |             | ŋ        |
| Аппроксиманты |        |        |                  | j           |          |
| Боковые       |        | l      |                  |             |          |
| Дрожащие      |        | r      |                  |             |          |

#### Вокализм
|              | Передние     | Передние   | Передние   | Передние     | Задние       | Задние     | Задние     | Задние |
| неогубленные | неогубленные | огубленные | огубленные | неогубленные | неогубленные | огубленные | огубленные |        |
| ------------ | ------------ | ---------- | ---------- | ------------ | ------------ | ---------- | ---------- | ------ |
| Закрытые     | i            | i          | y          | y            |              |            | u          | u      |
| Средние      | e            | e          | ø          | ø            |              |            | o          | o      |
| Открытые     |              |            |            |              | a            | a          |            |        |

Имеется также 5 дифтонгов: aī, oī, eī, uī, üī.
Между гласными фонемами есть противопоставление по долготе-краткости. Все гласные, представленные в таблице, имеют долгие варианты.
Для манчжурского диалекта Юха Янхунен предполагает следующую систему вокализма:
|              | Передние     | Передние | Задние     | Задние     | Задние | Задние |
| неогубленные | неогубленные | Передние | огубленные | огубленные |        |        |
| ------------ | ------------ | -------- | ---------- | ---------- | ------ | ------ |
| Закрытые     | i            | i        |            |            | u      | u      |
| Средние      | e            | e        |            |            | o      | o      |
| Открытые     |              |          | a          | a          |        |        |

Согласно Грунтову, в манчжурском диалекте ещё имеется фонема y. Ю. Янхунен считает, что она существует только в речи билингвов, чей второй язык — халха, и была позаимствована оттуда. С ононским диалектом Ю. Янхунен не знаком.
В манчжурском диалекте имеется 3 восходящих дифтонга iu, iü и ie (в заимствованных словах ещё ia, io) и 5 нисходящих üi, ui, oi, ei, ai.

#### Морфонология
Характер границы между морфемами — агглютинация.
| (1) abu-ni-l       |
| отец-POSS.3SG-EMPH |
| 'этот отец'        |

| (2) ire-hen-du-mini         |
| прийти-PTCP.PF-DAT-POSS.1SG |
| 'когда я пришёл'            |

При этом на стыке морфем часто есть сандхи, эпентетические гласные и согласные.
| kūn > kūm-bi > kūŋ-mini              |
| человек человек-1SG человек-POSS.1SG |
| 'Я человек' 'мой человек'            |

| ab-ōd > abu-gtui        |
| брать-CONV.PF брать-BEN |
| 'взяв'                  |

| galō > galōn-āha |
| гусь гусь-ABL    |
| 'от гуся'        |

### Морфология
Тип выражения грамматических значений — синтетический с элементами аналитизма.
Имеются следующие именные грамматические категории:
- падеж (номинатив, генитив, датив-локатив, аблатив, инструменталис; статус комитатива как падежа спорен)
- посессивность (образуется граммемами личной и субъектной принадлежности)
- инклюзивность/эксклюзивность для личных местоимений 1 лица мн.ч.
- выражение множественного числа необязательно

Глагольные грамматические категории:
- лицо и число (не всегда обязательное согласование с подлежащим)
- время (финитная форма настоящего-будущего времени, прошедшее выражается различными конвербами и причастиями)
- модальность(граммемы индикатива, императива, прескриптива, оптатива)
- аспект (не до конца грамматикализованный прогрессив)
- категория залога не описана

Аналитическими являются формы прогрессива, но часто они сращиваются в синтетическую форму, однако гармонии гласных при этом не происходит:
| (3) hō-ǯi bai-nam-bide // hō-ǯai-nam-bide         |
| сидеть-CONV.IPFV быть-PRS-1PL сидеть-PROG-PRS-1PL |
| 'Мы сейчас сидим.'                                |

| (4) kele-ǯi bai-nan-ø // kele-ǯai-nan-ø               |
| говорить-CONV.IPFV быть-PRS-3SG говорить-PROG-PRS-3SG |
| 'Он сейчас говорит.'                                  |

Также аналитическими показателями являются в ононском диалекте частицы, выражающие лицо и число глагола.

### Морфосинтаксис

#### Тип ролевой кодировки
В хамниганском языке типичная для монгольских языков аккузативная ролевая кодировка
- Предикат с единственным агентивным актантом: номинатив

| (5) bi ir-ē-bi              |
| я. NOM прийти-PTCP.IPFV-1SG |
| 'Я пришёл.'                 |

- Предикат с единственным пациентивным актантом: номинатив

| (6) odō uliger-ø tude-neŋ-gui        |
| сейчас история-NOM кончаться-PRS-NEG |
| 'Тут история не кончается.'          |

- Двухместный предикат с определённым пациентивным актантом: номинатив + аккузатив

| (7) ene kūn kara gurēhun-ø-čini tere hamagan-ī-čini urgūl-ēd-le ger-tēn jab-ō                               |
| этот мужчина чёрный зверь-NOM-POSS.2SG тот жена-ACC-POSS.2SG lift-CONV.PF-EMPH дом-DAT.REFL пойти-PTCP.IPFV |
| 'Этот медведь, ту жену подняв, пошёл домой.'                                                                |

- Двухместный предикат с неопределённым пациентивным актантом (нет падежной кодировки объекта)

| (8) hamagaŋ-ni kubčin-du modu tē-ǯai-tar…                                   |
| жена-POSS.3SG лес-DAT древесина грузить-PROG-CONV.TERM                      |
| 'Когда жена в лесу собирала хворост…[перед ней внезапно появился медведь].' |

#### Тип маркирования синтаксической связи
- В предикации: в основном полностью зависимостное (9), иногда необязательное субъектное маркирование на вершине (10) (показатель 3 лица обоих чисел нулевой), в предикации с неопределённым объектом маркирование объекта нулевое (10)

| (9) bi čima-i odō hamaga-d-dā abāči-na-a        |
| я ты-ACC сейчас жена-PL-DAT.REFL взять-PRS-EMPH |
| 'Я тебя сейчас в жёны возьму.'                  |

| (10) bi nom unsinaŋ-güi-bi |
| я книга читать-NEG-1SG     |
| 'Я не читаю книгу.'        |

- В именной группе: в основном зависимостное (11), может быть двойное в посессивных конструкциях с местоименным зависимым (12)

| (11) kubčīn ǯaka-du    |
| лес. GEN.REFL край-DAT |
| 'на краю леса'         |

| (12) čin-ī abu-čini /okabu |
| ты-GEN отец-POSS.2SG отец  |
| 'твой отец'                |

#### Порядок слов
- В предикации: SOV

| (13) hamagaŋ-ni aǯil ki-nen     |
| жена-POSS.3SG работа делать-PRS |
| 'Его жена работу делает.'       |

- В именной группе: препозиция определения — сущ+сущ (11), мест+сущ (12), прил+сущ:

| (14) modu-ŋ kunug   |
| древесина-ADJ ведро |
| 'деревянное ведро'  |

## Некоторые черты языка

### Сингармонизм
В хамниганском языке существует гармония гласных, характерная для многих алтайских языков. Гласный непервого слога сочетается с ограниченным набором гласных непервых слогов. Гласный i нейтрален, он может идти после любого гласного и после него может идти любой гласный.
По Грунтову (для ононского диалекта):
|  | Первый слог | Непервые слоги | Непервые слоги | Непервые слоги | Непервые слоги | Непервые слоги | Непервые слоги | Непервые слоги |
|  | a           | a              |                |                | u              | i              |                |                |
|  | o           | a              | o              |                | u              | i              |                |                |
|  | u           | a              |                |                |                | i              |                |                |
|  | i           | a              | o              | e              | u              | i              | y              | ø              |
|  | e           |                |                | e              |                | i              | y              |                |
|  | ø           |                |                |                |                | i              | y              | ø              |
|  | y           |                |                | e              |                | i              | y              | ø              |

Ю. Янхунен для манчжурского диалекта выделяет чёткое противопоставление по ряду гласных и огубленности (между a и o) (учитывая, что так как Ю. Янхунен не признает фонемы y для манчжурского диалекта, фонема u у него не имеет признака заднего ряда):
|  | Первый слог | Непервые слоги | Непервые слоги | Непервые слоги | Непервые слоги | Непервые слоги |
|  | a           | a              |                |                | u              | i              |
|  | o           |                | o              |                | u              | i              |
|  | e           |                |                | e              | u              | i              |
|  | u           | a              |                | e              | u              | i              |
|  | i           | a              | o              | e              | u              | i              |

### Выражение множественного числа
Грунтов говорит:
 Грамматичность данной категории в монгольских языках оспаривается рядом исследователей, поскольку употребление граммем числа не является обязательным, а присоединение показателей не регулируется строгими морфонологическими правилами. Тем не менее, наличие некоторых ограничений, например запрета на выражение показателей категории числа у слов при числительных, позволяют говорить о данной категории как грамматической.
В хамниганском языке множественное число существительных, местоимений и причастий выражается суффиксом, имеющим вид -d в словах, оканчивающихся на гласный и сонорный (заменяя сонорный), -ūd/-ǖd в словах, оканчивающихся на согласный (в словах заднего ряда/переднего ряда). Ещё может иметь форму -nūd/-nǖd (дистрибуция не описана).
| mori — mori-d       |
| 'лошадь' — 'лошади' |

| kēgen — kēge-d     |
| 'ребёнок' — 'дети' |

| čerig — čerig-ūd     |
| 'солдат' — 'солдаты' |

Употребление суффикса множественного числа в хамниганском языке не является обязательным. Кроме этого, показатели множественного числа могут присоединяться друг к другу, при этом происходит чередование d/s:
| arkinčin — arkinči-d — arkinči-s-ūd |
| 'пьяница' — 'пьяницы' — 'пьяницы'   |

### Система личных местоимений
При склонении местоимений имеется частичный супплетивизм основ.
Указательные местоимения tere ‛тот’, ene ‛этот’, мн.число tede, ede функционируют и как личные местоимения 3 лица.
Местоимения 1 лица мн.ч. в косвенных падежах противопоставлены по инклюзивности/эксклюзивности:
|       | Единственное число | Единственное число | Множественное число | Множественное число | Множественное число |
|       | 1SG                | 2SG                | 1PL exclusive       | 1PL inclusive       | 2PL                 |
| NOM   | bi/bī              | či/čī              |                     | bide                | ta/tā               |
| GEN   | minī               | činī               | manai               | bidenei             | tanai               |
| ACC   | namai              | čimai              | manī                | -                   | tanī                |
| DAT   | namadu             | čimadu             | mandu               | bidendü             | tandu               |
| INSTR | namār              | čimār              | manār               | bidenēr             | tanār               |
| ABL   | namāha             | čimāha             | manāha              | bidenēhe            | tanāha              |

### Посессивность
Категория посессивности в хамниганском языке образуется граммемами личной и субъектной принадлежности. Граммемы личной принадлежности указывают на
отношение предмета к участникам коммуникативного акта, субъектной — к лицу, обозначенному подлежащим.
Показатель субъектной принадлежности — ā/ē/ō/ȫ. Если основа заканчивается на гласный, перед этим показателем появляется эпентетический согласный -g-.
Показатели личной принадлежности восходят к местоимениям, от которых отличаются обязательностью сингармонизма с основой имени, к которому присоединяются и отсутствием падежного окончания (ср. местоимения minī, manai и посессивные показатели mini, mana/mene/mono).
|        | Единственное число | Множественное число |
| 1 лицо | mini               | mana/mene/mono      |
| 2 лицо | čini               | tana/tene/tono      |
| 3 лицо | ni                 | ni                  |

Порядок присоединения аффиксов: основа + аффикс числа + падежный аффикс + посессивный аффикс.

### Система времён
В хамниганском языке категория времени реализуется в формах настоящего (непрошедшего) и прошедшего времени.
Настоящее время образуется с помощью суффикса непрошедшего времени -nan/nen- в манчжурском диалекте, -na/no/ne- в ононском диалекете. Эта форма может выражать также и будущее.
Предикат в прошедшем времени выражается традиционно называемым «причастием», то есть отглагольной формой, способной функционировать также и в атрибутивной позиции. Образуется с помощью суффикса -ā/ē/ō/ȫ-. Специализированной финитной формы прошедшего времени в хамниганском языке нет.
Имеется ещё одна форма прошедшего времени с суффиксом -ba/bo/be-. Её функционирование не описано.

### Аспект
Единственной граммемой, специфицированной по значению аспекта, является аналитическая форма прогрессива (см. выше, раздел Морфология).

### Полипредикативные конструкции
Хамниганский язык имеет типичную для алтайских языков нефинитную модель кодирования зависимого предиката в полипредикативных конструкциях, причём зависимая и главная клаузы могут быть разносубъектны. Описано 9 конвербов, способных выражать зависимый предикат, с различиями в
- таксисе (например, конверб на -ǯi/či- выражает одновременность зависимого действия по отношению к главному, а конверб на -mcār/mcōr/mcēr- выражает предшествование зависимого действия)
- аспекте (дуративный конверб на -sār/sōr/sēr/sȫr-)
- модальности (условный конверб на -bal/bol/bel-)

В хамниганском нарративе часто встречаются длинные предложения, состоящие из главного предиката, выраженного финитной формой, и множества зависимых нефинитных предикатов, выраженных конвербами.
| (15) neg udur hamagaŋ-ni modu tulesin-d oči-bō // teig-ēd-l oči-ed-l kubčin-du // modu tē-ǯai-tar-ni // neg ene kūn kara gurēhun urid-āha-n ir-ē                                                                                           |
| один день жена-POSS.3SG древесина топливо-DAT делать.так-CONV.PF идти-PST2 идти-CONV.PF лес-DAT древесина грузить-PROG-CONV.TERM один этот мужчина чёрный зверь перед-ABL-POSS.3SG прийти-PTCP.IPFV                                        |
| 'Однажды жена пошла за хворостом для топлива, таким образом, пошла в лес, когда собирала хворост, перед ней появился медведь.' (teig-ēd-l, переводимое 'таким образом' — частое паразитическое слово рассказчика этой истории про медведя) |